# Battaglia delle Lunghe Mura di Corinto
La battaglia delle Lunghe Mura di Corinto fu uno scontro secondario della guerra di Corinto che deve il suo nome al modo in cui si concluse. Nel generale contesto del lungo, inconcludente assedio con cui Sparta cercava di fiaccare Corinto, capitale della lega anti-lacedemone organizzatasi nel 395 a.C., in una data non meglio precisata del 392 a.C. un tentato colpo di mano lacedemone si concluse con il massacro del contingente argivo avversario, schiacciato contro le Lunghe Mura di Corinto mentre cercava di sfuggire agli Spartiati vittoriosi.
Lo scontro permise agli Spartani di conquistare uno dei due porti di Corinto, il Lecheo (Λέχαιον), sulla sponda occidentale dell'istmo, guadagnando così una posizione di vantaggio nella guerra le cui operazioni erano già caratterizzate da notevole ristagno. 

## Antefatto

Gli schieramenti alla vigilia della guerra di Corinto

Le ostilità della guerra di Corinto, causata dal dilagante espansionismo degli Spartani, vincitori nella guerra del Peloponneso (431–404 a.C.), in Asia Minore, in Grecia centrale e settentrionale e in Occidente, iniziarono nel 395 a.C. con degli scontri nella Grecia nord-occidentale, che portarono alla battaglia di Aliarto, tra Sparta e Tebe, in cui vinsero i Beoti e perì il celebre Lisandro, vincitore della Guerra del Peloponneso. Sulla scia di questo successo, Atene, Corinto e Argo, con il supporto dell'Impero persiano, si unirono ai Tebani per formare un'alleanza antispartana di base a Corinto, snodo strategico della strada che collegava il Peloponneso con l'Attica, alla quale s'aggiunsero ben presto le regioni dell'Eubea, l'Acarnania, la Tessaglia, la Locride e la Calcidica.
Gli Spartani risposero richiamando in patria il re Agesilao II (r. 400–360 a.C.), allora impegnato a combattere i satrapi achemenidi in Asia Minore, ed inviando un contingente al comando di Aristodemo che penetrò in territorio corinzio e sconfisse gli alleati nella Battaglia di Nemea (394 a.C.) ma dovette fermarsi innanzi alle difese di Corinto, le cui Lunghe Mura collegavano la polis a due porti fortificati, Lecheo (Λέχαιον) sulla sponda occidentale dell'istmo e Cencrea (Κεγχρειά) sulla sponda orientale. Agesilao, rientrato nel Peloponneso, avanzava nel frattempo a marce forzate verso nord, mentre sulle coste anatoliche la flotta spartana veniva annientata dalla flotta persiano-ateniese di Farnabazo II e Conone nella battaglia di Cnido. Il secondo scontro in campo aperto del conflitto, la Battaglia di Coronea (394 a.C.), arrise nuovamente agli spartani ma non sbloccò la situazione. Una spedizione spartana nella Locride fu sconfitta dagli Alleati ed Agesilao dovette contentarsi di cingere Corinto d'assedio.
Nel 393 a.C., Conone e Farnabazo navigarono verso la Grecia continentale costeggiando le coste della Laconia dove conquistarono l'isola di Citera. Poi, lasciato sull'isola un presidio, ripiegarono verso Corinto ove Conone distribuì i fondi concessigli dal Gran Re ed esortò gli altri alleati ad aver fiducia nell'aiuto persiano. Oltre a questo, Farnabazo mandò Conone, con ingenti fondi e parte della flotta, ad Atene affinché arruolasse operai e manodopera utile alla ricostruzione delle Lunghe Mura da Atene al Pireo, un progetto che era stato avviato da Trasibulo l'anno prima. La costruzione, completata anche con l'ausilio dei rematori, rafforzò il prestigio di Atene la quale poté riconquistare in breve tempo le isole di Sciro, Imbro e Lemno dove furono poste alcune clerurchie.
Nel 392 a.C. a Corinto scoppiò una guerra civile tra la fazione democratica e quella oligarchica, in cui i primi - con l'appoggio degli Argivi - cacciarono i secondi dalla città. Mentre Ateniesi e Beoti promisero sostegno ai democratici, nei fatti declinatosi con il semplice invio a Corinto di un giovane generale, Ificrate, al comando di una forza di mercenari dalla consistenza non ben specificata, gli oligarchici si diressero verso la base spartana di Sicione, centro delle operazioni lacedemoni nell'area dall'anno prima, per implorare aiuto.

## Gli schieramenti

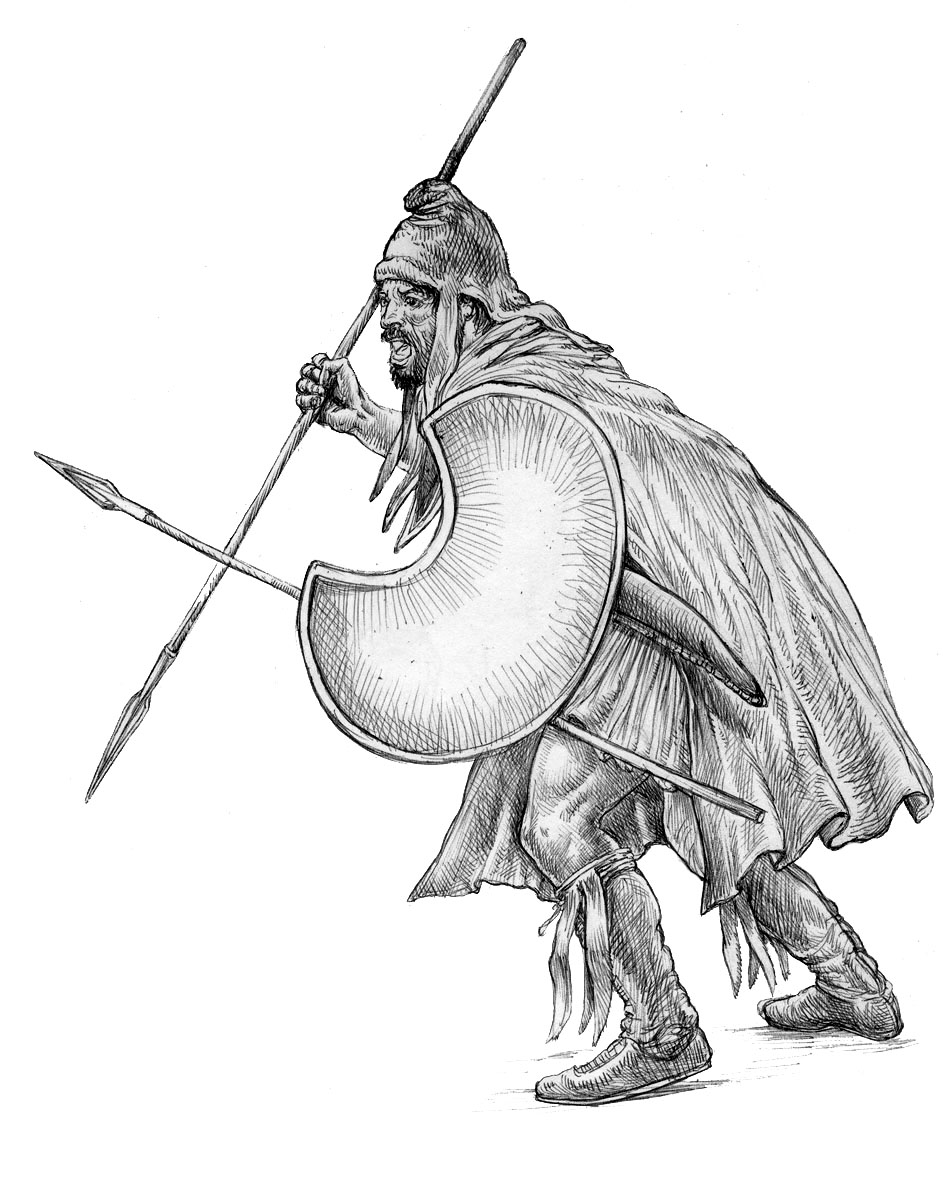
Peltasta trace - disegno di Dariusz t. Wielec

Le informazioni di Senofonte circa l'effettivo numero dei soldati coinvolti nella battaglia delle Lunghe Mura sono scarne e incomplete. 
Anzitutto, sappiamo che le forze anti-spartane erano in superiorità numerica, motivo per il quale attaccarono. Nessun altro dato ci viene fornito su di loro tranne che il loro numero comprendeva degli Argivi e dei Corinzi della fazione democratica e che tra di loro marciava il giovane generale ateniese Ificrate con i suoi mercenari. Dagli svolgimenti successivi del conflitto corinzio, possiamo ipotizzare che in questo scontro Ificrate comandasse le medesime truppe di schermagliatori armati alla leggera che avrebbe impiegato in seguito: dei peltasti reclutati in Tracia.
Il contingente spartano stanziato a Sicione era, secondo Senofonte, comandato da un polemarco di nome Praxita e doveva, pertanto, consistere in una mora di circa 600 uomini. La consistenza numerica dei Sicioni alleati dei lacedemoni è taciuta mentre sappiamo che gli esuli corinzi schierati con Praxita, gli "Oligarchici", erano 150 in tutto. Nel corso della battaglia, si sarebbero gettati contro gli Argivi anche alcuni cavalieri spartani al comando di tale Pasimaco il cui numero doveva essere esiguo se Senofonte li definì «un pugno».

## La battaglia

Mappa della Corinzia e della Sicionia

A Sicione, Praxita pianificò un colpo di mano alla Porta del Tofio, nel tratto delle Lunghe Mura del Lecheo (12 stadi complessivi di lunghezza), con la connivenza di due oligarchici corinzi, tali Pasimelo e Alcimene, che erano rimasti in città e gli aprirono nottetempo il passaggio quand'erano di guardia. Lo Spartano, ora entro l'ampio spazio interno che separava la doppia cinta delle Lunghe Mura con i suoi spartani, gli esuli corinzi filo-lacedemoni ed i rinforzi sicioni, vi fece costruire in tutta fretta una testa di ponte, con una palizzata ed un fossato, avanti alla quale schierò i suoi uomini il giorno dopo quando il nemico giunse per dare battaglia.
Praxita posizionò gli Spartani a destra, nel centro i Sicioni ed a sinistra, contro al tratto orientale delle Lunghe Mura, i suoi 150 Corinzi. Ificrate si posizionò con i suoi mercenari a destra dello schieramento alleato (cioè dirimpetto ai Corinzi di Praxita), assegnò il centro agli Argivi e schierò a sinistra (cioè davanti agli Spartani) i suoi Corinzi. Forte della sua superiorità numerica, l'Ateniese attaccò. I primi a cedere furono i Sicioni che ruppero i ranghi, abbandonarono la palizzata e corsero verso il mare, incalzati dagli Argivi. L'azione si sparpagliò. Un drappello di cavalieri spartani, comandati da Pasimaco, corse in soccorso dei Sicioni, ne prelevò gli hoplon e si schiantò contro il nemico che, convinto di non stare affrontando degli Spartani, sottostimò l'ingaggio e si trovò a faticare nello sterminare un pugno d'uomini, mentre i Corinzi filo-spartani, respinto Ificrate, muovevano verso la città.
Praxita, sbarazzatosi dei nemici che aveva davanti, mosse contro i gli Argivi intenti a massacrare Pasimaco ed i suoi. Gli Argivi, ritrovandosi con gli Spartani alle spalle, si voltarono e ritirarono precipitosamente, scoprendo il fianco destro dello schieramento ai nemici che vi si avventarono. Sbandati, gli Argivi puntarono su Corinto andando così a sbattere contro i Corinzi filo-lacedemoni e ritrovandosi schiacciati contro le Lunghe Mura. Lo sfacelo che ne seguì fu così descritto da Senofonte:
(Senofonte, Elleniche, IV, 4, 11, 4)
Sbarazzatosi dell'armata nemica, Praxita conquistò il Lecheo, massacrandone la guarnigione beotica. Mentre Argivi e Corinzi raccoglievano i loro morti per concessione del polemarco, i Lacedemoni ed i loro alleati distrussero un tratto delle Lunghe Mura sufficiente per farvi passare un'armata, dopodiché avanzarono in territorio nemico lungo la strada per Megara, prendendo d'assalto prima Sido e poi Crommione. Lasciate guarnigioni a presidiare queste due polis, Praxida tornò sui suoi passi e infine fortificò Epieiceia come avamposto di guarnigione per proteggere il territorio degli alleati, dopodiché sciolse i ranghi e si ritirò a Sparta.

## Conseguenze
La conquista del Lecheo tramite il colpo di mano di Praxita segnò una svolta nel conflitto, doppiamente importante per gli Spartani considerato che, in quel medesimo 392 a.C., si erano arenate le trattative di pace promosse dal Re dei Re di Persia ed erano riprese le operazioni belliche in Asia Minore. L'anno successivo, mentre a Corinto, il partito democratico continuava a reggere la città, gli esuli oligarchici e i loro sostenitori spartani governavano il Lecheo, da cui Agesilao II poté lanciare una profonda incursione in territorio corinzio, conquistandovi diverse roccaforti, smantellando le riparazioni apportante dagli Ateniesi alle Lunghe Mura di Corinto, ed appropriandosi di una grande quantità di prigionieri e di bottino. Per parte sua, invece, lo sconfitto Ificrate passò i mesi invernali a perfezionare tattiche mordi e fuggi con i suoi peltasti, razziando l'Arcadia controllata dal nemico e guadagnandosi una mortifera fama tra gli opliti alleati di Sparta che, meno avveduti dei Lacedemoni, offrivano il fianco ai giavellotti ificratei invece di tenersene a distanza.

### Fonti
- (GRC) Diodoro Siculo, Bibliotheca historica, I secolo a.C..
- (GRC) Plutarco, Vite parallele, fine I-inizio II secolo.
- (GRC) Senofonte, Elleniche, post-361 a.C..

### Studi
- (EN) Paul Cartledge, Agesilaos and the Crisis of Sparta, Baltimore, Johns Hopkins University Press, 1987.
- Nic Fields, Le città stato fortificate, illustrazioni di Brian Delf, Osprey Publishing, 2011  [2006].
- (EN) John V.A. Fine, The Ancient Greeks: A Critical History, Harvard University Press, 1983, ISBN 0-674-03314-0.
- (ES) César Fornis, Grecia exhausta. Ensayo sobre la guerra de Corinto, Göttingen, Vandenhoeck & Ruprecht, 2008.
- (EN) Charles D. Hamilton, Agesilaus and the Failure of Spartan Hegemony, Cornell University Press, 1991.
- (EN) S. Perlman, The Causes and the Outbreak of the Corinthian War, in Classical Quarterly, vol. 14, n. 1, 1964,  pp. 64-81.
- Andrea Frediani, Le grandi battaglie dell'Antica Grecia, Newton & Compton Editori, 2005, ISBN 88-541-0377-2.